# Bolanský průsmyk

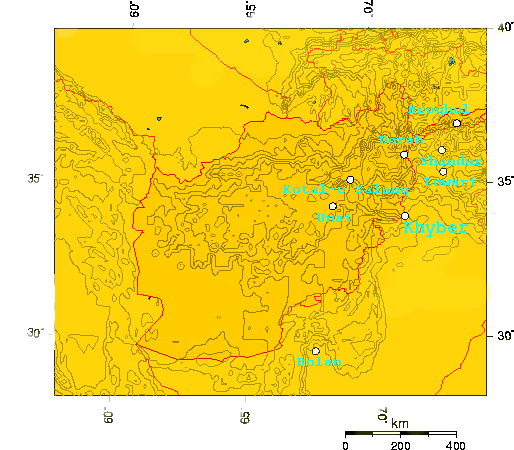
Schematická mapa horských průsmyků Afghánistánu

Bolanský průsmyk je horský průsmyk v západním Pákistánu, asi 120 kilometrů od hranic s Afghánistánem. Díky své strategické pozici bývá využíván nomády, obchodníky i dalšími, kteří cestují do Jižní Asie.
Nedaleko průsmyku se nachází Kvéta, hlavní město Balúčistánu. Díky své strategické poloze průsmyk sehrál důležitou úlohu během Velké hry.